# 吾妻公園
吾妻公園（あづまこうえん）は、群馬県桐生市宮本町3丁目にある都市公園（植物公園）である。

## 概要
桐生市街地の北西部に位置する植物公園である。桜、チューリップ、花菖蒲、紫陽花、ツツジの名所である。
公園の敷地は、御嶽山と雷電山（水道山）に囲まれており、遊歩道によって水道山公園などとつながっている。また、鳴神吾妻ハイキングコースが通っており、桐生駅から吾妻公園を通って吾妻山山頂まで通じている（首都圏自然歩道の一部と重なる）。

## 行事
花の見頃に合わせて、チューリップまつりや花菖蒲まつりが開催される。
- 4月：チューリップまつり
- 6月：花菖蒲まつり

## 交通
- 上毛線：西桐生駅より、徒歩約20分。
- 両毛線・わたらせ渓谷線：桐生駅より、徒歩約25分。

## 周辺
- 吾妻山
- 光明寺
- 水道山公園
- 桐生が岡公園